# François Eugène van Heerdt
François Eugène baron van Heerdt (Utrecht, 17 oktober 1877 – Baarn, 10 juli 1948) was militair en grootgrondbezitter in Baarn.

## Leven en werk
Van Heerdt was de zoon van Pierre François baron van Heerdt en jkvr. Eugénie Clementine Boddaert. Hij trouwde op 18 november 1909 in Rotterdam met Maria Johanna Kolff (Rotterdam, 27 december 1889 – Baarn, 17 mei 1972). Ze woonden in het Benthuijs aan de Eemnesserweg te Baarn.
In 1904 werd hij officier bij de cavalerie. Zijn bevordering tot 1e luitenant volgde in 1908. Vanaf 1919 was hij ritmeester titulair. Hij was 2e luitenant bij de huzaren in Amersfoort.
Van Heerdt was van 1932 tot 1946 voorzitter van Schietvereniging Baarn & Omstreken. Bij de bouw van de eigen schietaccommodatie aan de Wilhelminalaan, is op 13 oktober 1979 een herdenkingssteen door zijn zoon dr. P.F. van Heerdt (1911-1992) ingemetseld.

## Dagboeken
In de Tweede Wereldoorlog schreef hij tussen 24 januari 1940 en de bevrijding vijf dagboeken over de oorlog in Baarn. Tussen september 1942 en september 1944 zijn de dagboeken niet bijgehouden. De dagboeken zijn in 2011 door de familie overgedragen aan de Historische Kring Baerne.